# Kenneth Holmes
Kenneth Charles Holmes (* 19. November 1934 in Hammersmith, London; † 2. November 2021)  war ein britischer Molekularbiologe und Biophysiker.
Kenneth Holmes ging in Chiswick zur Schule und studierte ab 1952 an der University of Cambridge (St John’s College) mit dem Bachelor-Abschluss 1955 sowie dem Master-Abschluss 1959. Im Jahr 1959 wurde er am Birkbeck College der Universität London bei Aaron Klug über die Struktur des Tabakmosaikvirus promoviert. Seine Arbeit daran hatte er unter Rosalind Franklin begonnen, die aber frühzeitig starb. 1960/61 war er als Postdoktorand am Boston Children’s Hospital, wo er seine Arbeit über Muskelstruktur mit Carolyn Cohen begann. Ab 1962 war er am Laboratory of Molecular Biology in Cambridge. Ab 1968 war er am Max-Planck-Institut für Medizinische Forschung in Heidelberg, wo er die Abteilung Biophysik einrichtete. Ab 1972 war er wissenschaftliches Mitglied der Max-Planck-Gesellschaft und 1973 wurde er Direktor am Max-Planck-Institut. Von 1971 bis 1999 war er Professor für Biophysik an der Universität Heidelberg. 2003 ging er am MPI in den Ruhestand.
1981 wurde er Fellow der Royal Society, deren Gabor Medal er 1997 erhielt. 2000 erhielt er den Europäischen Latsis-Preis. 1968 wurde er EMBO-Mitglied. 2001 erhielt er den Gregori-Aminoff-Preis der Königlich Schwedischen Akademie der Wissenschaften. Er ist seit 1997 korrespondierendes Mitglied der Nordrhein-Westfälischen Akademie der Wissenschaften und seit 1994 der Heidelberger Akademie der Wissenschaften.
Von ihm stammen Pionierarbeiten zur Struktur von Viren (insbesondere die Bestimmung der Struktur des Tabakmosaikvirus mit Röntgenkristallographie) und war ab 1970 ein Pionier der Verwendung von Synchrotronstrahlungsquellen für Röntgenstrukturuntersuchungen in der Biologie (er gründete in diesem Zusammenhang die Außenstelle des European Molecular Biology Laboratory am Desy in Hamburg). Er bestimmte die Struktur von Actin im Muskel mit Röntgenkristallographie (und die Struktur einiger anderer komplexer Proteine), befasste sich in der Folge mit dem molekularen Mechanismus der Muskeln und entwickelte röntgenoptische Methoden für die Strukturbestimmung von faserartigen Molekülen (X-ray fiber diffraction).
Holmes war Autor einer wissenschaftlichen Biographie von Aaron Klug, die 2017 bei Cambridge University Press erschienen ist.
Seine Tochter ist die Schauspielerin und Singer-Songwriterin Anna Holmes.